# Eugene George Rochow
Eugene George Rochow (Newark, Nova Jersey, 4 de outubro de 1909 – Fort Myers, 21 de março de 2002) foi um químico estadunidense.
Em 1949 foi eleito membro da Academia de Artes e Ciências dos Estados Unidos. Recebeu o Prêmio Memorial Alfred Stock de 1983. "Em reconhecimento ao seu trabalho na área da química orgânica do silício" recebeu um doutorado honorário da Universidade Técnica de Dresden.